# Los Parajes, Puebla
Los Parajes är en ort i Mexiko.   Den ligger i kommunen Chignautla och delstaten Puebla, i den sydöstra delen av landet, 180 km öster om huvudstaden Mexico City. Los Parajes ligger 2 383 meter över havet och antalet invånare är 324.
Terrängen runt Los Parajes är bergig, och sluttar norrut. Runt Los Parajes är det ganska tätbefolkat, med 179 invånare per kvadratkilometer. Närmaste större samhälle är Teziutlan, 8,1 km öster om Los Parajes. I omgivningarna runt Los Parajes växer huvudsakligen savannskog.